# سورو (لریک)
سورو (به لاتین: Soru) یک منطقه مسکونی در جمهوری آذربایجان است که در شهرستان لریک واقع شده است. سورو ۱۲۳۸ نفر جمعیت دارد. اهالی آن از مردم تالش هستند.

## ریشه واژه
سو یا سُ در زبان تالشی به‌معنی حیاط یا مزرعه و رو به‌معنی رود یا رودخانه است و سورو یعنی مزرعه یا حیاطی که در کناره رودخانه قرار گرفته است.